# Parsonsia longiloba
Parsonsia longiloba är en oleanderväxtart som beskrevs av D. J. Middleton. Parsonsia longiloba ingår i släktet Parsonsia och familjen oleanderväxter. Inga underarter finns listade i Catalogue of Life.